# Llengua mohawk
Mohawk ˈmoʊhɔːk (Mohawk: Kanien’kéha [ɡa.njʌ̃ʔ.ˈɡe.ha] "[llengua] del Lloc de Pedra Pedernal") és una llengua iroquesa parlat habitualment per 3.000 persones de la Nació Mohawk als Estats Units (principalment a l'oest i el nord de Nova York) i el Canadà (sud d'Ontario i Quebec).

## Nom
En mohawk, la gent diu que són de Kanien'kehá:ka o "Lloc de Pedra Pedernal". Com a tal, els mohawks eren comerciants extremadament rics com les altres nacions en la seva confederació necessitaven el seu sílex per a la fabricació d'eines. Els seus veïns de parla algonquina (i competidors), el Poble de "Muh-heck Heek Ing" (Lloc de l'àrea de menjar), un poble que els neerlandesos anomenaren "Mohicans" o "Mahicans", els anomenaren el Poble de Ka-nee-en Ka "Maw Unk Lin" o "Poble de l'Ós". Els neerlandesos ho escoltaren i ho escriviren "Mohawks". Això és perquè el Poble de Kan-ee-en Ka era sovint referit com a "Mohawks". Els neerlandesos també es referien als mohawk com a "Egils" o "Maquas". Els francesos adoptaren aquests termes com a aigniers, maquis, o els anomenaren pel genèric "Iroquois", que és un derivat francès del terme algonquí per a les Cinc Nacions: "Poble Serp"".

## Història
Els mohawks comprenien la major i més poderosa de les Cinc Nacions originals, controlant una vasta extensió de terra a la frontera oriental de la Confederació Iroquesa. Les regióons de North Country i Adirondacks de l'actual nord de Nova York hauria constituït la major part de la zona de parla mohawk fins a finals del segle xviii.

### Alexander Graham Bell
El científic escocès Alexander Graham Bell, un dels inventors del telèfon, estava molt interessat en la veu humana, i quan va descobrir la reserva Six Nations al llarg del riu vers Onondaga, va aprendre mohawk i hi va traduir el vocabulari no escrit en símbols Visible Speech. Pel seu treball Bell va rebre el títol de Cap Honorari i participà en una cerimònia on li van posar un tocat de la nació mohawk i ballaren danses tradicionals.

## Estatut actual

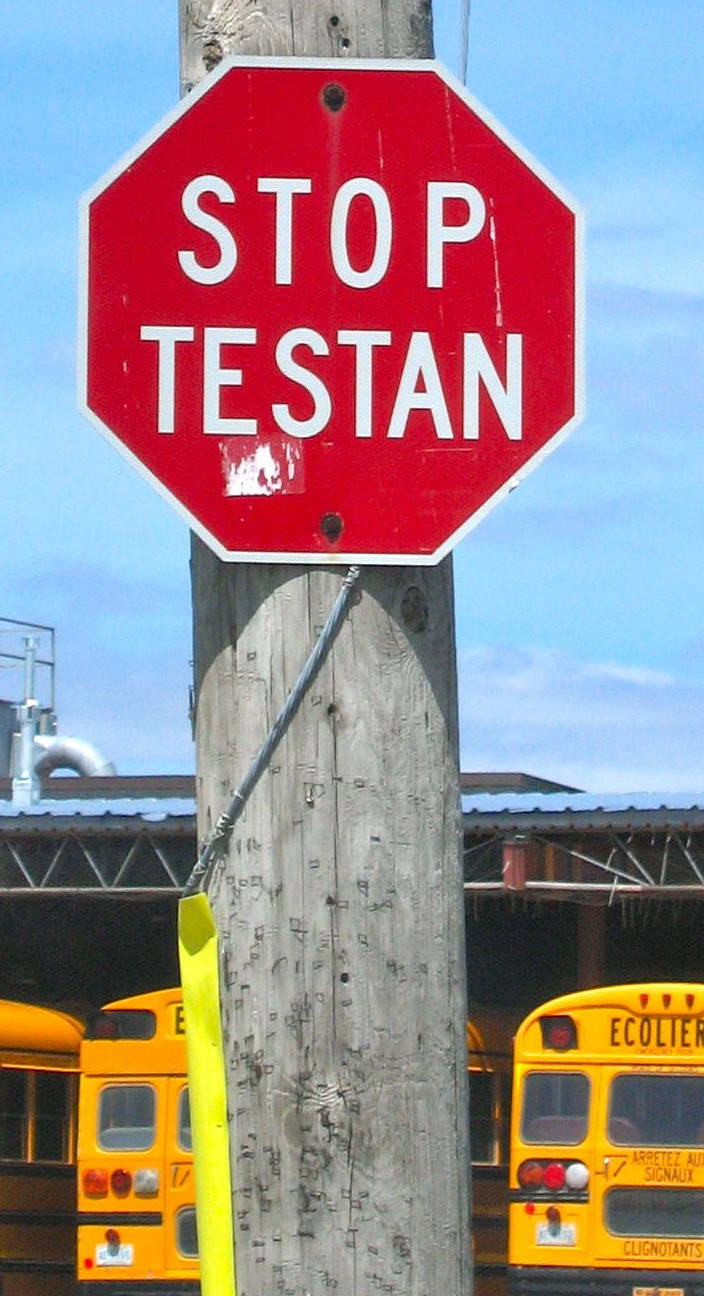
Senyal de stop en mohawk a Quebec.

Mohawk és la llengua amb més parlants de les llengües iroqueses septentrionals. Avui és l'única amb més de mil parlants. A Akwesasne, els residents han començat una escola d'immersió lingüística (pre-K a grau 8) en Kanien’kéha per reviure la llengua. Amb els seus fills aprenent, els pares i altres membres de la família estan prenent classes de la llengua.
El 2006, es van reportar més de 600 persones que parlen l'idioma al Canadà, molts d'ells gent gran.

### Actual nombre de parlants
En 1994, hi havia aproximadament 3.000 parlants de mohawk, principalment a Quebec, Ontario i oest de Nova York. Les classes d'immersió (monolingüe) per a joves a Akwesasne i altre reserves estan ajudant a mantenir el nombre de nous parlants de la llengua. Kahnawake i Kanatsiohareke ofereixen classes d'immersió per a adults. Pel 2006, menys de 300 persones al Canadà (Quebec i Ontario) tenien algun coneixement de la llengua. Uns 250 d'ells vivien fora de les reserves dins d'àrees urbanes.

### Ús en cultura popular
El diàleg mohawk ocupa un lloc destacat en el Videojoc d'acció i aventura de món obert d'Ubisoft Montreal Assassin's Creed III (2012) mitjançant el personatge principal del joc, el mig-mohawk, mig-anglès Ratonhnhaké:ton (ˈrəduːnhəg'eɪduːn; "ra-doon-ha-gai-doon"), també anomenat Connor, i membres de la seva vila nadiua Kanièn:ke pels temps de la Revolució Americana. Ratonhnhaké:ton va ser expressat i modelat per l'actor crow Noè Bulaagawish Watts. Hiawatha, el líder de la civilització iroquesa en Civilization V de Sid Meier, expressat per Kanentokon Hemlock, parla mohawk modern.

## Dialectes
Mohawk té tres dialectes principals: occidental (Ohswé:ken i Kenhté:ke), Central (Ahkwesáhsne), i oriental (Kahnawà:ke i Kanehsatà:ke); les diferències entre ells eren principalment fonològiques. Aquests estan relacionats amb els principals territoris Mohawk des del segle xviii. La pronunciació de /r/ i diversos grups de consonants pot diferir en els dialectes.
|      | Fonologia subjacent | Occidental  | Central     | Oriental    |
| ---- | ------------------- | ----------- | ----------- | ----------- |
| set  | /tsjáːta/           | [ˈd͡ʒaːda]   | [ˈd͡ʒaːda]   | [ˈd͡zaːda]   |
| nou  | /tjóhton/           | [ˈdjɔhdũ]   | [ˈɡjɔhdũ]   | [ˈd͡ʒɔhdũ]   |
| Caic | /kjaʔtʌʔs/          | [ˈɡjàːdʌ̃ʔs] | [ˈɡjàːdʌ̃ʔs] | [ˈd͡ʒàːdʌ̃ʔs] |
| Gos  | /érhar/             | [ˈɛrhar]    | [ˈɛlhal]    | [ˈɛːɽhaɽ]   |

## Fonologia
L'inventari de fonemes és el següent (utilitzant l'alfabet fonètic internacional). Representació fonològica (formes subjacents) es troben entre /barres/, i l'ortografia estàndard mohawk està en negreta.

### Consonants
Una característica interessant de la fonologia mohawk (i iroquesa) és que no hi ha labials, excepte en algunes adopcions de francès i anglès, on [m] i [p] apareixen (e.g., mátsis matches i aplám Abraham); aquests sons són addicions tardanes a la fonologia mohawk i es van introduir després del contacte europeu generalitzat. La paraula "Mohawk" és un exònim.
|            | Dental | Palatal | Velar | Glotal |
| ---------- | ------ | ------- | ----- | ------ |
| Nasal      | n      |         |       |        |
| Oclusiva   | t      |         | k     | ʔ      |
| Africada   |        | d͡ʒ      |       |        |
| Fricativa  | s      |         |       | h      |
| Ròtica     | r      |         |       |        |
| Aproximant | l      | j       | w     |        |

El dialecte central (Ahkwesáhsne) té els següents grups de consonants:
| 1st↓ · 2nd→ | t  | k  | s  | h  | l  | n  | d͡ʒ  | j   | w  |
| ----------- | -- | -- | -- | -- | -- | -- | --- | --- | -- |
| t           | tt | tk | ts | th |    |    |     |     |    |
| k           | kt | kk | ks | kh |    |    |     |     | kw |
| ʔ           | ʔt | ʔk | ʔs |    | ʔl | ʔn | ʔd͡ʒ | ʔj  | ʔw |
| s           | st | sk | ss | sh | sl | sn |     | sj  | sw |
| h           | ht | hk | hs |    | hl | hn | hd͡ʒ | hj  | hw |
| l           |    |    |    | lh |    |    |     | lj  |    |
| n           |    |    |    | nh | nl |    |     | nj  |    |
| d͡ʒ          |    |    |    |    |    |    |     | d͡ʒj |    |
| w           |    |    |    | wh |    |    |     |     |    |

Tots els grups poden tenir paraula-medial; aquells amb un fons vermell també poden tenir paraula-inicial.
Les consonants /k/, /t/ i els grups /ts kw/ es pronuncien sonors abans de qualsevol so sonor (p. ex. una vocal o /j/). Són sords al final de paraula o abans d'un so sense veu. /s/ és una paraula sonora inicialment i entre vocals.
cotxe – kà:sere [ˈɡàːzɛrɛ]
que – thí:ken [ˈthiːɡʌ̃]
hola, encara – shé:kon [ˈshɛːɡũ]
Noteu que th i sh es pronuncien com a grup consonàntic, no sons individuals com en l'anglès thing i she.

### Vocals
|         | Frontal | Central | Posterior |
| ------- | ------- | ------- | --------- |
| Alta    | i       |         | ũ         |
| Mitjana | e       | ʌ̃       | o         |
| Baixa   |         | a       |           |

i, e, a, i o són vocals orals, mentre que ʌ̃ i ũ (vegeu help:IPA) és nasalitzada; versions orals de ʌ̃ i ũ no es troben en la llengua.

## Gramàtica
El mohawk expressa un gran nombre de distincions pronominals: persona (primera, segona, tercera), nombre (singular, dual, plural), gènere (masculí, femení/indefinit, femení/neutre) i inclusivitat / exclusivitat a la primera persona dual i plural. La informació pronominal està codificada en els prefixos dels verbs; les paraules pronom separades s'utilitzen per donar èmfasi. Hi ha tres paradigmes principals de prefixos pronominals: subjectius (amb verbs dinàmics), objectius (amb verbs d'estat), i transitius.

## Ortografia

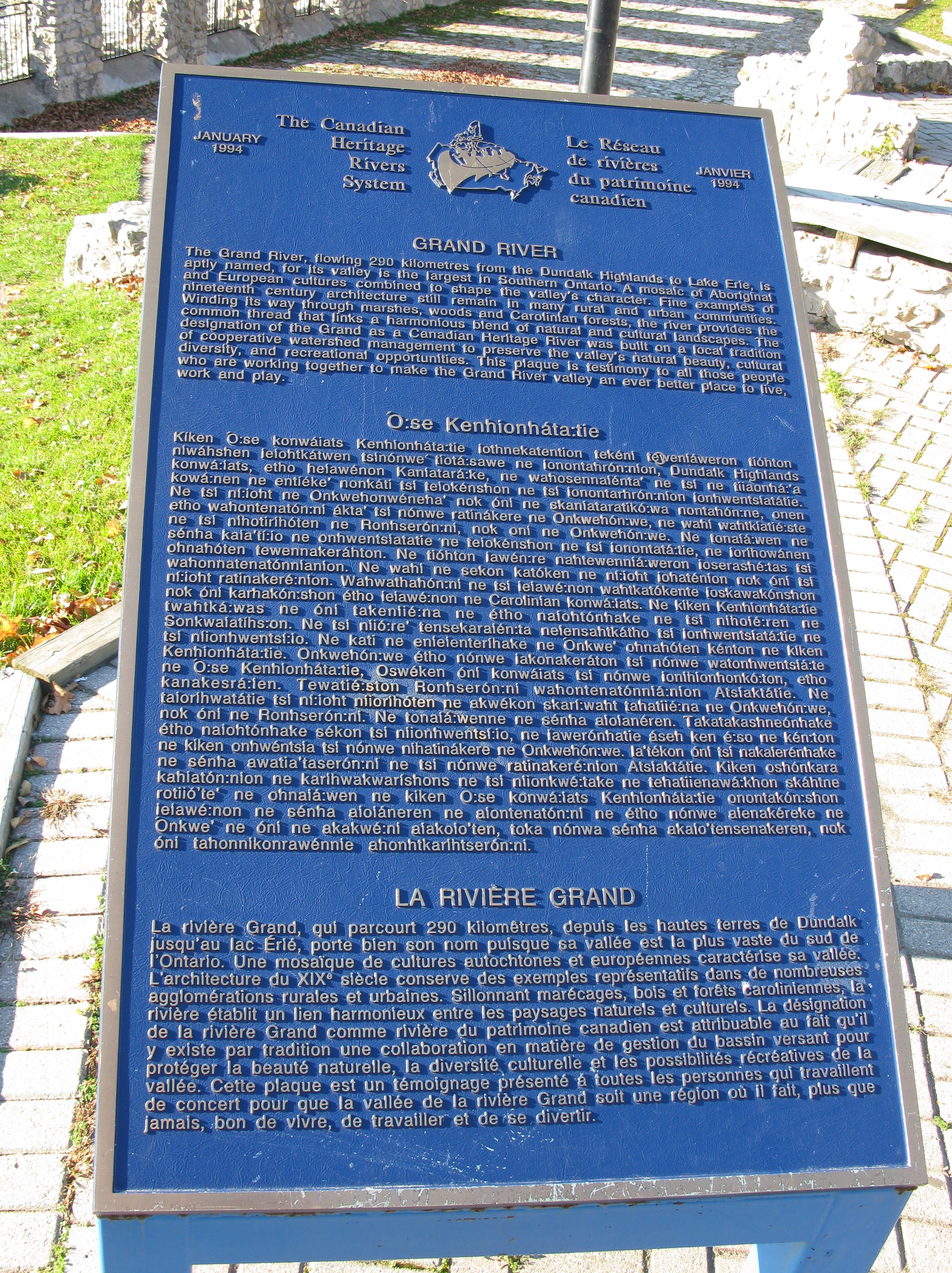
Placa en anglès, mohawk, i francès descrivint Grand River situada a Galt, Cambridge, Ontario

L'alfabet mohawk consta de les següents lletres: a e h i k n o r s t w y amb ’ i :. l'ortografia fou estandarditzada en 1993. La normalització permet alguna variació de com es representa l'idioma, i els grups /ts(i)/, /tj/, i /ky/ s'escriuen com es pronuncia a cada comunitat. L'ortografia coincideix amb l'anàlisi fonològica que l'anterior, excepte:
- L'aturada glotal /ʔ/ s'escriu amb un apòstrof ’, sovint s'omet al final de les paraules, sobretot en el dialecte oriental en els que no se sol pronunciar
- /dʒ/
  - /dʒ/ s'escriu ts en dialecte oriental (reflectint pronunciació). Set és tsá:ta [dzaːda].
  - /dʒ/ s'escriu tsi en dialecte central. Set és tsiá:ta [dʒaːda].
  - /dʒ/ s'escriu tsy en dialecte occidental. Set és tsyá:ta [dʒaːda].
- /j/
  - /j/ s'escriu típicament i en els dialectes central i oriental. Sis ès ià:ia’k [jàːjaʔk].
  - /j/ s'escriu habitualment y en dialecte occidental. Sis és yà:ya’k [jàːjaʔk].
- La vocal /ʌ̃/ s'escriu en, com en one énska [ʌ̃ska].
- La vocal /ũ/ s'escriu on, com en eight sha’té:kon [shaʔdɛːɡũ].
- En casos on la vocal /e/ or /o/ és seguida per una /n/ en la mateixa síl·laba, la /n/ és escrita amb un accent sota-macron: keṉhó:tons (Estic tancant la porta). Si la ṉ no tenia l'accent, la seqüència ⟨en⟩ es podria pronunciar [ʌ̃].

L'accent baix macron no és una part de l'ortografia estàndard i no és utilitzat pels dialectes centrals o orientals. En ortografia estàndard, /h/ és escrita abans /n/ per crear [en] o [on]: kehnhó:tons 'Ho estic tancant'.

### Força, longitud i to
La força, longitud de la vocal i el to estan units entre si en mohawk. Hi ha tres tipus de vocals tòniques: curta de to alt, llarga de to alt i to de llarga caiguda. La força sempre s'escriu i es produeix només una vegada per cada paraula.
- To curt-alt usualment (però no sempre) apareix en síl·labes tancades o abans /h/. S'escriu amb accent agut: fruiat káhi, camí oháha.
- El to llarg creixent generalment ocorre en síl·labes obertes. Està escrit amb un accent agut combinació i còlon: vila kaná:ta, home rón:kwe. Noteu que quan és una de les vocals nasals, que és llarga, el còlon apareix després de la n.
- El to llarg caient és el resultat de la força de la paraula caient en una vocal que ve després de /ʔ/ o /h/ + una consonant (tpot haver-hi, per descomptat, excepcions a aquesta i altres normes). El subjacent /ʔ/ o /h/ reapareix quan la força es posa en un altre lloc. Està escrit amb un accent greu i còlon: estòmac onekwèn:ta (d' /onekwʌ̃ʔta/).

## Aprenent mohawk
El Six Nations Polytechnic a Ohsweken (Ontario), ofereix diploma de llengua Ogwehoweh i programes de grau en mohawk o Cayuga.
Els recursos estan disponibles per a l'estudi del mohawk per una persona sense accés o amb accés limitat als parlants nadius mohawk. Aquí hi ha una col·lecció d'alguns dels recursos disponibles en l'actualitat:
- Talk Mohawk, una iPhone app i Android app, que inclou paraules, frases i words, phrases, la Direcció d'Acció de Gràcies de Monica Peters i actualitzat per al 2014 a través de http://www.talkmohawk.com/ Arxivat 2015-05-25 a Wayback Machine.[12]
- Rosetta Stone levels 1 and 2 (CD-ROM) editat per Frank i Carolee Jacobs i produït per Kanien’kehá:ka Onkwawén:na Raotitióhkwa Language and Cultural Center at Kahnawà:ke (secondary/high school level)
- David Kanatawakhon Maracle, Kanyen'keha Tewatati (Let's Speak Mohawk), ISBN 0-88432-723-X (book and 3 companion tapes es pot assolir en Audio Forum) (high school/college level)
- Nancy Bonvillain, A Grammar of Akwesasne Mohawk (professional level)
- Nancy Bonvillain and Beatrice Francis, Mohawk-English, English-Mohawk Dictionary, 1971, University of the State of New York in Albany (llista de paraules, per categoria)
- Chris W. Harvey, Sathahitáhkhe' Kanien'kéha (Introductory Level Mohawk Language Textbook, Eastern Dialect), ISBN 0-9683814-2-1 (high school/college level)
- Josephine S. Horne, Kanien'kéha Iakorihonnién:nis Arxivat 2015-03-08 a Wayback Machine. (book and 5 companion CDs are available from Kahnawà:ke Cultural Center) (secondary/high school level)
- Nora Deering & Helga Harries Delisle, Mohawk: A Teaching Grammar Arxivat 2015-03-08 a Wayback Machine. (book and 6 companion tapes are available from Kahnawà:ke Cultural Center) (high school/college level)
- On October 8, 2013, "Daryl Kramp, Member of Parliament (Prince Edward-Hastings), on behalf of the Honourable Shelly Glover, Minister of Canadian Heritage and Official Languages, today announced support for the Tsi Kionhnheht Ne Onkwawenna Language Circle (TKNOLC) to develop Mohawk language-learning tools."[13]